# Ла-Лібертад (департамент)
Ла-Лібертад (ісп. La Libertad) — один з 14 департаментів Сальвадору.
Знаходиться в південно-західній частині країни. Межує з департаментами Ла-Пас, Сан-Сальвадор, Чалатенанго, Санта-Ана та Сонсонате. З півдня омивається Тихим океаном. Адміністративний центр — місто Санта-Текла (до 22 грудня 2003 року мав назву Нуева-Сан-Сальвадор).
Утворений 28 січня 1865 року. Площа — 1653 км². Населення — 660 652 чол. (2007).

## Муніципалітети
1. Антигуо-Кускатлан
2. Кесальтепек
3. Колон
4. Комасагуа
5. Ла-Лібертад
6. Нуево-Кускатлан
7. Сакакойо
8. Сан-Матіяс
9. Сан-Пабло-Такачико
10. Сан-Хосе-Віллянуева
11. Сан-Хуан-Опіко
12. Санта-Текла
13. Сарагоса
14. Сюдад-Арке
15. Тальніке
16. Таманіке
17. Теотепек
18. Тепекойо
19. Чильтіупан
20. Юзакар
21. Хайяк
22. Хікалапа

## Галерея

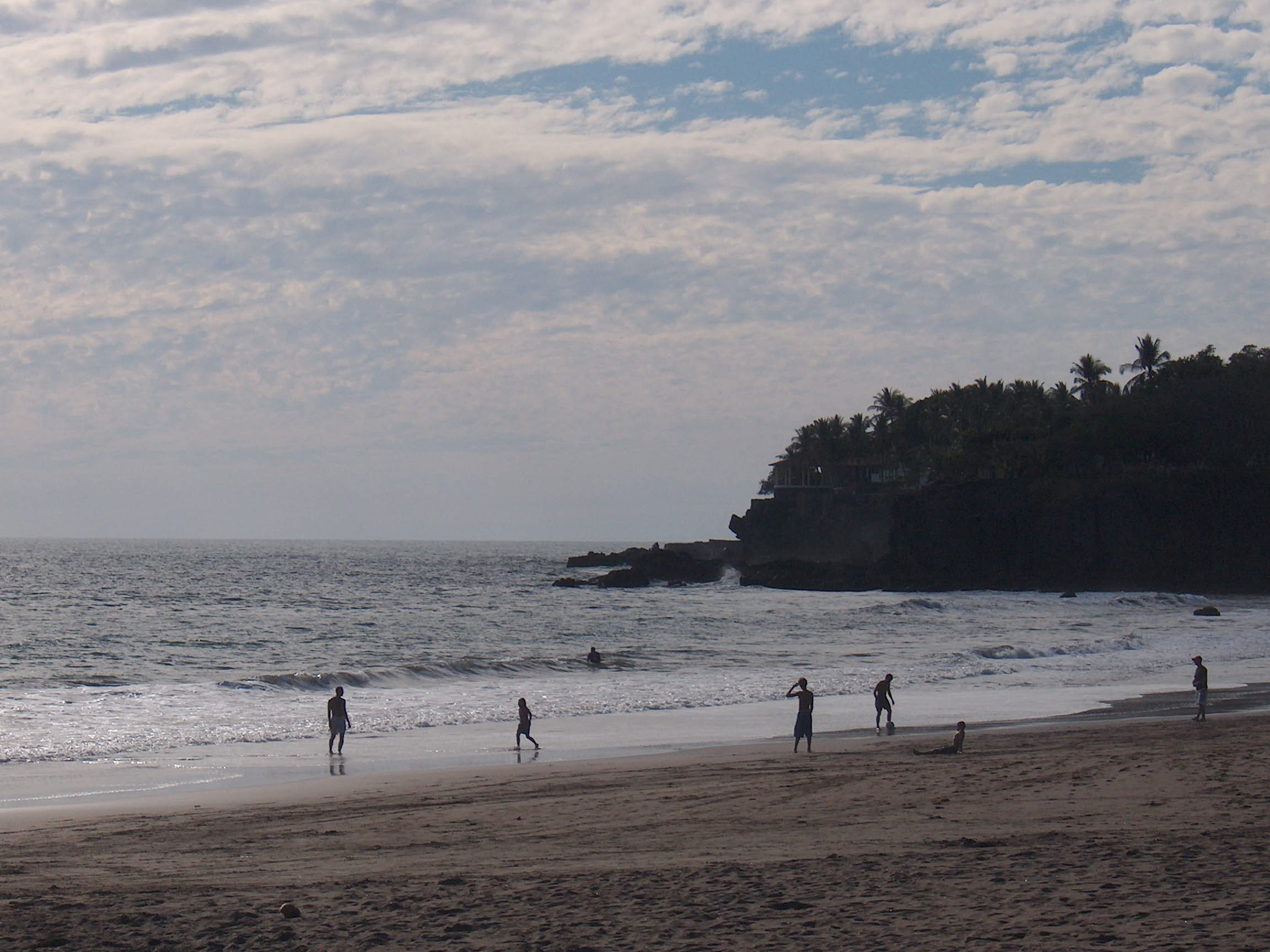
На узбережжі Тихого океану
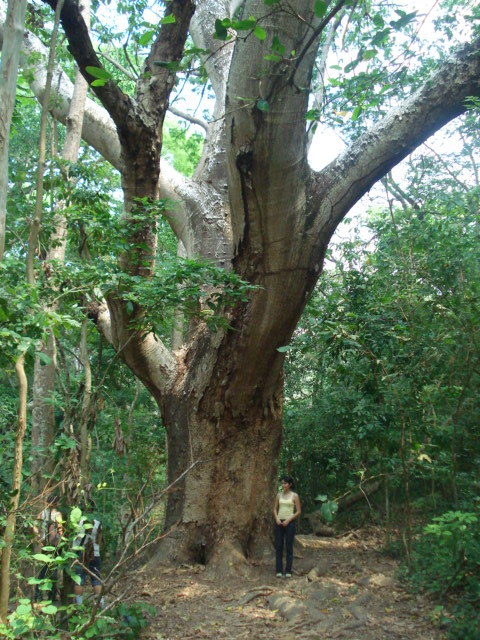
Тисячолітнє дерево в Національному Парку "Вальтер Тіло Деїнінхер".